# بالگردگاه گویکن
بالگردگاه گویکن (به انگلیسی: Göviken Heliport) (به زبان بومی: Göviken Helikopterlandningsplats) یک فرودگاه خصوصی است . این فرودگاه در شهر اوستشوند کشور سوئد قرار دارد و در ارتفاع ۴۷۳ متری از سطح دریا واقع شده‌است.